# Mösjö, Åland
Mösjö är en insjö på Åland. Den ligger på gränsen mellan kommunerna Sund och Saltvik. Södra delen av den långsmala sjön hör till byn Brändbolstad i Sund, norra delen till byarna Syllöda och Tengsöda i Saltvik.
Arean är 25,4 hektar och strandlinjen är 3,62 kilometer. Mösjö ligger 7,0 meter över havet.
På en geomterisk karta från omkring 1650 skrivs sjöns namn Miö Siön och på en lantmäterikarta från 1746 Mösiöö Träsk. Förleden torde syfta på sjöns långsmala form och innehålla ett fornsvenskt ord mio(r), miø(r) med betydelsen ’smal’.
Avrinningen sker åt öster genom Dragöda strömfall till Inre viken, den innersta delen av Nötviken (Tengsödavik) som utgör en del av Skärgårdshavet. Utloppet är så brant att där i äldre tider fanns en kvarn, på kartan från 1746 kallad Täncksöda qvarn (Tengsöda kvarn). Namnet tyder på att kvarnen då innehades av Tengsödabor. På 1800-talet fanns en sågkvarn i Dragöda strömfall som ägdes av en av gårdarna i Brändbolstad.